# Драмарецька Оксана Валеріївна
Оксана Валеріївна Драмарецька (нар. 30 вересня 1971, Саварка, Київська область) — українська дипломатка. Надзвичайний і Повноважний Посол України в Мексиці (2020—2025). Надзвичайний і Повноважний Посланник першого класу (23 грудня 2022).

## Життєпис
Народилася 30 вересня 1971 року в Саварці, Богуславського району Київщини. Закінчила Київський національний університет імені Тараса Шевченка, славістика; Український державний університет фінансів та міжнародної торгівлі, міжнародне право.
На дипломатичній службі з травня 1995 року. Працювала на різних посадах в Центральному апараті Міністерства закордонних справ України, Адміністрації Президента України, Посольствах України в Італійській Республіці, Республіці Хорватія, Боснії і Герцеговині.
З 2016 по 2020 роки — Генеральний консул України в Барселоні.
12 серпня 2020 року призначена Надзвичайним і Повноважним Послом України в Мексиканських Сполучених Штатах. Звільнена 21 липня 2025 року.
З 6 жовтня 2021 по 21 липня 2025 року — Надзвичайний і Повноважний Посол України в Республіці Панама за сумісництвом.
З 6 жовтня 2021 по 21 липня 2025 року — Надзвичайний і Повноважний Посол України в Белізі за сумісництвом.
З 6 жовтня 2021 по 21 липня 2025 року — Надзвичайний і Повноважний Посол України в Республіці Гватемала за сумісництвом.
З 6 жовтня 2021 по 21 липня 2025 року — Надзвичайний і Повноважний Посол України в Республіці Коста-Рика за сумісництвом.
Крім української та російської, володіє іспанською, італійською, англійською, сербською та хорватською мовами.

## Відзнаки
- Подяка міського голови Валенсії (2020)[9].